# Steven Neil Evans
Steven Neil Evans (Orange, Nova Gales do Sul, 12 de agosto de 1960) é um estatístico e matemático australiano-estadunidense, especialista em processos estocásticos.
Em 1982 obteve o grau de bacharel na Universidade de Sydney e em 1987 um Ph.D. na Universidade de Cambridge, orientado por Martin Thomas Barlow, com a tese Local Properties of Markov Families and Stochastic Processes Indexed by a Totally Disconnected Field. De 1987 a 1991 foi professor assistente de estatística na Universidade da Califórnia em Berkeley. Em 1987–1989 foi Whyburn Research Instructor de matemática na Universidade da Virgínia. No Departamento de Estatística da Universidade da Califórnia em Berkeley foi professor associado em 1991 e full professor em 1995. Foi editor associado de 1993 a 2000 do Stochastic Processes and their Applications, de 1994 a 2000 do Annals of Probability, e de 2001 a 2003 do Probability Theory and Related Fields.
Em 1990 recebeu o Prêmio Rollo Davidson. Foi eleito fellow do Institute of Mathematical Statistics em 1998 e fellow da American Mathematical Society em 2012. Foi palestrante convidado do Congresso Internacional de Matemáticos em Hyderabad. Em 2016 foi eleito membro da Academia Nacional de Ciências dos Estados Unidos.

## Publicações selecionadas
- com T. P. Speed: Evans, Steven N.; Speed, T. P. (1993). «Invariants of some probability models used in phylogenetic inferences». The Annals of Statistics. 21 (1): 355–377. JSTOR 3035595. doi:10.1214/aos/1176349030
- com Philip B. Stark: Evans, Steven N.; Stark, Philip B. (2002). «Inverse problems as statistics». Inverse Problems. 18 (4): R55–R97. Bibcode:2002InvPr..18..201E. CiteSeerX 10.1.1.68.5714. doi:10.1088/0266-5611/18/4/201
- com Jim Pitman and Anita Winter: Evans, Steven N.; Pitman, Jim; Winter, Anita (2006). «Rayleigh processes, real trees, and root growth with re-grafting». Probab. Theory Relat. Fields. 134 (1): 81–125. arXiv:math/0402293. doi:10.1007/s00440-004-0411-6